# San Pedro (Laguna)
San Pedro é um cidade de  terceira classe de renda da cidade (d) na província Laguna, nas Filipinas. De acordo com o censo de 1 de maio  de  2020 possui uma população de 326 001 pessoas e 82 292 domicílios.